# 568 (numero)
Cinquecentosessantotto (568) è il numero naturale dopo il 567 e prima del 569.

## Proprietà matematiche
- È un numero pari.
- È un numero composto.
- È un numero difettivo.
- È la somma dei primi diciannove numeri primi.
- Numero rifattorizzabile.
- È parte delle terne pitagoriche (426, 568, 710), (568, 1065, 1207), (568, 5025, 5057), (568, 10074, 10090), (568, 20160, 20168), (568, 40326, 40330), (568, 80655, 80657).
- È un numero palindromo nel sistema di numerazione posizionale a base 7 (1441).
- È un numero di Ulam.
- È un numero congruente.

## Astronomia
- 568 Cheruskia è un asteroide della fascia principale del sistema solare.
- NGC 568 è una galassia lenticolare della costellazione dello Scultore.

## Astronautica
- Cosmos 568 è un satellite artificiale russo.